# 薩默斯 (蒙大拿州)
薩默斯（英語：Somers）是位於美國蒙大拿州弗拉特黑德縣的普查規定居民點。

## 歷史
薩默斯的郵局自1901年營運至今。

## 人口
根據2020年美國人口普查的數據，薩默斯的面積為7.78平方千米，當中陸地面積為7.64平方千米，而水域面積為0.14平方千米。當地共有人口1049人，而人口密度為每平方千米134.83人。